# هیاهوی بسیار برای هیچ (فیلم ۱۹۹۳)
هیاهوی بسیار برای هیچ (انگلیسی: Much Ado About Nothing) فیلمی در ژانر کمدی رمانتیک به کارگردانی، نویسندگی و تهیه‌کنندگی کنت برانا، بر اساس نمایش‌نامه‌ای به همین نام اثر ویلیام شکسپیر است که در سال ۱۹۹۳ منتشر شد. کنت برانا، اما تامپسون، رابرت شان لئونارد، مایکل کیتون، دنزل واشینگتن، کیانو ریوز و کیت بکینسیل در این فیلم ایفای نقش کرده‌اند.
هیاهوی بسیار برای هیچ در ۷ مه ۱۹۹۳ در ۲۰۰ سینمای ایالات متحده آمریکا اکران شد. فیلم ۲۲ میلیون دلار در ایالات متحده و ۴۳ میلیون دلار در سراسر جهان فروش داشت که آن را به یکی از موفق‌ترین فیلم‌های اقتباسی از نمایش‌نامه‌های شکسپیر در گیشه تبدیل می‌کند. این فیلم در جشنواره فیلم کن ۱۹۹۳ حضور داشت.
هیاهوی بسیار برای هیچ مورد تحسین گسترده منتقدان قرار گرفت. سایت راتن تومیتوز اعلام کرد که ۹۰٪ از منتقدین راجع به فیلم نظر مثبت داشته‌اند و کارگردانی و بازیگری را ستودند.

## بازیگران
- کنت برانا در نقش بندیک
- رابرت شان لئونارد در نقش کلودیو
- اما تامسون در نقش بئاتریس
- دنزل واشینگتن در نقش دون پدرو
- مایکل کیتون در نقش داگبری
- کیت بکینسیل در نقش هرو
- کیانو ریوز در نقش دون ژوآن
- ایملدا استنتون در نقش مارگارت
- فیلیدا لاو در نقش اورسولا
- برایان بلسد در نقش آنتونیو
- بن التون در نقش ورجس
- پاتریک دویل در نقش بالتازار